# 模糊厌恶
模糊厌恶（英語：Ambiguity aversion），意指在所有伴随风险的不确定性中下注的话，人们倾向于下注已知的不确定类型，而不是未知类型。比如，盒子里有100个球，你愿意赌能够随机摸出的球为红色——如果已知有50个在其中的话。如果盒子里有什么颜色的球全然未知，那么你不会愿意为之下注红色的。一般的风险事情具有确定的概率计算，而暧昧事件则具有更大的不确定性，因为概率分布本身可能就是未知的。
此现象最早见于1920年代的M.Keynes以及F.Knight各自的论述，随后逐渐被学界淡忘。1961年丹尼尔·艾尔斯伯格提出的艾尔斯伯格悖论，再次展示了人们的这一选择偏好。同时，这一悖论对于Savage的主观期待效用理論（SEU），提供了直观的反例，形成了此后对于主观效用理论的改进契机。
另一方面，人们也具有模糊偏好的特性（ambiguity seeking)，也正是因为在下注情形下赏罚提示形式的不同，从而调动了人们的模糊偏好或者模糊厌恶情绪，从而形成了在效用判断上的自相矛盾从而形成艾尔斯伯格悖论。
在决策理论和经济学中，模糊性厌恶（又称不确定性厌恶）是指对已知风险的偏好，而不是对未知风险的偏好。厌恶模糊性的人宁愿选择结果的概率分布是已知的，也不愿意选择结果的概率分布是未知的。这种行为最早是通过埃尔斯堡悖论（人们宁愿赌一个有50个红球和50个蓝球的骨灰盒，也不愿意赌一个有100个球的骨灰盒，但蓝球或红球的数量是未知的）。
有两类不完全可预测的事件，必须在它们之间做出选择：风险事件和模糊事件（又称Knightian不确定性）。风险事件的结果有一个已知的概率分布，而模糊事件中的概率分布是不知道的。这种反应是行为性的，目前仍在形式化。模糊性厌恶可以用来解释不完全合约、股票市场的波动性和选举中的选择性弃权（Ghirardato & Marinacci，2001）。

## 不同于风险厌恶
模糊性厌恶和风险厌恶之间的区别很重要，但也很微妙。风险厌恶来自于一种情境，即可以给一个情境的每一种可能的结果分配一个概率，它是通过风险选择与预期效用之间的偏好来定义的。模糊性厌恶适用于结果概率未知的情况（Epstein 1999），它是在控制了风险偏好之后，通过风险替代方案和模糊替代方案之间的偏好来定义的。
使用传统的两轮Ellsberg选择，A瓮包含50个红球和50个蓝球，而B瓮包含100个球（红球或蓝球），但每个球的数量是未知的。如果一个人选择了一个严格意义上小于10美元的赔率，而不是一个如果从A瓮中抽出的球的颜色被猜对了，那么他的赔率是20美元，否则就是0美元，这个人就是风险厌恶者，但是她的偏好是不明确的。另一方面，一个人如果严格来说，如果从A瓮中抽出的球比从B瓮中抽出的球严格来说更倾向于相同的赌注，那么这个人就会被说成是厌恶模糊性的，但不一定是厌恶风险的。
厌恶模糊性增加的一个现实后果是增加了对保险的需求，因为公众对未知事件的厌恶会影响到他们的生命和财产（Alary, Treich, and Gollier 2010）。

## 原因
与风险厌恶主要归因于边际效用递减的风险厌恶不同，模糊性厌恶没有被广泛接受的主要原因。众多可能的解释包括不同的选择机制、行为偏差和对复式彩票的区别对待；这反过来又解释了缺乏对模糊性厌恶的广泛测量。

## 性别差异
女性比男性更厌恶风险，性别差异的一个潜在解释是，风险和模糊性与男女不同的认知和非认知特征有关。女性最初对模糊性的反应要比男性更有利，但随着模糊性的增加，男性和女性对模糊性的边际评价也表现出类似的边际评价。心理特征与风险密切相关，但与模糊性无关。调整心理特征可以解释为什么在风险厌恶中存在性别差异，为什么这些差异不是模糊性厌恶的一部分。由于心理测量与风险相关，但与模糊性无关，风险厌恶和模糊性厌恶是不同的特质，因为它们取决于不同的变量（Borghans，Golsteyn，Heckman，Meijers，2009）。

## 模糊厌恶的模型
不像风险和风险厌恶的概念，模糊厌恶，甚至是模糊性本身，没有一个明确的数学模型受到一致认可。以下是常见的效用函数。

### 极大极小期望效用
为解释Ellsberg悖论, Gilboa和Schmeidler(1989)提出, 对于不确定的事件, 决策者会赋予其多个概率分布. 在100球的Ellsberg实验中, 所有可能概率分布是取出红球的概率等于n/100, n=0, 1, 2,...,100. 这些概率分布称为先验分布 (prior). 在所有先验分布中, 决策者会考虑最坏的情况, 并最大化这个在最坏情况下的效用. 这个模型称为极大极小期望效用 (maxmin expected utility, MEU) 或多重先验(multiple-prior) 模型.
具体来说, 设{\displaystyle S}为状态空间, 其上有一族概率分布, 称为先验分布 (prior), 组成凸集{\displaystyle C}并且在弱*拓撲下是闭集。{\displaystyle U}是Von Neumann–Morgenstern效用函数。那么一个行为{\displaystyle f:S\to \mathbb {R} }的极大极小效用定义为
{\displaystyle J(f)=\min _{\mu \in C}\int _{S}U(f)\,d\mu }
这个模型的后续扩展有Epstein and Wang (1994), Epstein and Schneider (2003), Chen and Epstein (2002).

## 应用
模糊性厌恶可以解释为什么投资者可能会不参与证券市场。设某风险资产的回报为随机变量R，无风险利率为R_f。设{\displaystyle {\mathcal {P}}}是一族概率分布，表示投资者认为R服从其中某个分布，但不确定是哪个。其中{\displaystyle P_{1}}和{\displaystyle P_{2}}满足{\displaystyle E^{P_{1}}[R]<R_{f}<R^{P_{2}}[R]}。此时投资者不确定风险溢价是否为正。如果投资者持有多仓{\displaystyle \pi }，效用函数的凹性表明
{\displaystyle \min _{P\in {\mathcal {P}}}E^{P}[u(w_{0}R_{f}+w_{0}\pi (R-R_{f}))]\leq u(w_{0}R_{f}+w_{0}\pi E^{P_{1}}[R-R_{f}])\leq u(w_{0}R_{f})}
类似的，持有空仓在分布{\displaystyle P_{2}}下劣于不持有风险资产。因此{\displaystyle \pi =0}是最优的。传统的模型不能解释这一现象，除非风险溢价恰好为0。